# Matka Teresa od kotów
Matka Teresa od kotów è un film del 2010 diretto da Paweł Sala.

## Trama
La polizia arresta due fratelli, Artur e Martin, presso il motel provinciale della zia e li porta in prigione nella capitale. Attraverso una serie di flashback, ci sono mostrati i motivi per cui sono stati arrestati.

## Riconoscimenti
- 2010 - Festival di Karlovy Vary
  - Premio al miglior attore a Mateusz Kosciukiewicz e Filip Garbacz
  - Candidato al Crystal Globe a Paweł Sala